# کریم‌آباد (گرگان)
کریم آباد ، روستایی است از توابع بخش مرکزی شهرستان گرگان در استان گلستان ایران.

## جمعیت
این روستا در دهستان انجیرآب قرار داشته و براساس سرشماری سال ۱۳۸۵جمعیت آن ۲٬۸۰۸ نفر (۷۳۵ خانوار) بوده‌است.